# The Buddy Holly Story (album)
Pour l’article homonyme, voir The Buddy Holly Story.
Albums de Buddy Holly
That'll Be the Day (album)
(1958) The Buddy Holly Story, Vol. 2
(1960)
The Buddy Holly Story est la première compilation publiée à titre posthume de Buddy Holly and the Crickets. L'album est sorti le 28 février 1959 chez Coral Records moins d'un mois après la mort de Holly.  
L'album comprenait des singles déjà sortis par Buddy Holly sur le label Brunswick (avec les Crickets) et le label Coral (en tant qu'artiste solo).  L'album est entré dans le Top 20 aux États-Unis et en Angleterre. 
L'album a été certifié disque d'or aux États-Unis en 1969 par la RIAA . 

## Compositions
Sur les douze chansons publiées sur l'album original, les chansons Maybe Baby, That'll Be the Day, Think It Over et Oh, Boy! ont été créditées The Crickets, tandis que le reste a été crédité Buddy Holly. Toutes les chansons étaient sorties en single et les chansons Peggy Sue, That'll Be the Day, Early in the Morning, Maybe Baby, Oh, Boy!, Rave On, Think It Over et It Doesn't Matter Anymore ont toutes atteint le Top 40 du Billboard Hot 100. Les chansons Heartbeat et Raining In My Heart ont toutes les deux stagné dans la deuxième moitié du Hot 100.

## Versions alternatives
Lorsque Coral Records publia The Buddy Holly Story sous forme de 33 tours, ils sortirent simultanément les quatre chansons It Doesn't Matter Anymore, Heartbeat, Raining in My Heart et Early in the Morning - qui étaient incluses dans la version album - en super 45 tours qui portait également le titre The Buddy Holly Story (numéro de catalogue EC-81182). L'EP grimpa à la 9e place du Billboard dans la catégorie musique pop.
En avril 1960, Coral Records a publié une suite à The Buddy Holly Story intitulée The Buddy Holly Story, Vol. 2. L'album a également été utilisé comme titre de l'album de la bande originale du film de 1978 du même nom.

## Liste des pistes
| 1. | Raining In My Heart  | 2:48 |
| 2. | Early in the Morning | 2:06 |
| 3. | Peggy Sue            | 2:29 |
| 4. | Maybe Baby           | 2:01 |
| 5. | Everyday             | 2:07 |
| 6. | Rave On!             | 1:49 |

| 1. | That'll Be the Day        | 2:17 |
| 2. | Heartbeat                 | 2:09 |
| 3. | Think It Over             | 1:43 |
| 4. | Oh, Boy!                  | 2:07 |
| 5. | It's So Easy!             | 2:09 |
| 6. | It Doesn't Matter Anymore | 2:04 |

## Personnel
Les personnes suivantes ont toutes participé à The Buddy Holly Story :   
- Buddy Holly - chant, guitare
- Al Chernet - guitare sur Tôt le matin
- George Barnes - guitare sur Early in the Morning
- Sanford Bloch - basse sur Early in the Morning
- Ernest Hayes - piano sur Early in the Morning
- Sam "The Man" Taylor - saxophone ténor sur Early in the Morning
- Panama Francis - batterie sur Early in the Morning
- Philip Krous - batterie sur Early in the Morning
- The Helen Way Singers - chœurs sur Early in the Morning
- Niki Sullivan - guitare, chœurs
- Joe B. Mauldin - basse
- Jerry Allison - batterie
- The Picks - chœurs
- Norman Petty - producteur
- Vi Petty - celeste sur Everyday, piano sur Think It Over
- Al Caiola - guitare sur Rave On!
- Donald Arnone - guitare rythmique sur Rave On!
- Bob Thiele - producteur sur Rave On!
- Larry Welborn - basse sur That'll Be the Day
- June Clark - chœurs sur That'll Be the Day
- Gary Tollet - chœurs sur That'll Be the Day
- Romano Tollet - chœurs sur That'll Be the Day
- Tommy Allsup - guitare solo
- George Alwood - basse sur Heartbeat
- The Roses - chœurs
- Dick Jacobs - producteur
- Ren Grevatt - livret

## Classements
The Buddy Holly Story a atteint la 11e place du Billboard 200 et a culminé à la 2e place du classement des albums britanniques. 